# Chelonus megaspilus
Chelonus megaspilus är en stekelart som beskrevs av Cameron 1911. Chelonus megaspilus ingår i släktet Chelonus och familjen bracksteklar. Inga underarter finns listade i Catalogue of Life.